# Scott Kevorken
Scott Kevorken (ur. 16 lutego 1991 w Los Angeles) – amerykański siatkarz, grający na pozycji środkowego.

## Sukcesy klubowe
Mistrzostwa NCAA:
- 2012, 2013

Superpuchar Niemiec:
- 2017[2]

Puchar Niemiec:
- 2018

Mistrzostwo Niemiec:
- 2018

## Sukcesy reprezentacyjne
Mistrzostwa Ameryki Północnej, Środkowej i Karaibów Kadetów:
- 2008

Mistrzostwa Ameryki Północnej, Środkowej i Karaibów Juniorów:
- 2010

Puchar Panamerykański:
- 2014